# Eurovision Song Contest 2014
Eurovision Song Contest 2014, česky také Velká cena Eurovize 2014 (či jen Eurovize 2014), byl 59. ročník soutěže Eurovision Song Contest, který se konal v Kodani v Dánsku, a to díky vítězství zpěvačky Emmelie de Forest s písní „Only Teardrops“ na předchozím ročníku. Soutěž, organizovaná Evropskou vysílací unií (EVU) a stanicí Danish Broadcasting Corporation (DR), se konala v B&W Hallerne. Semifinálová kola se uskutečnila 6. a 8. května, finále pak 10. května 2014. Moderátory přenosů byli televizní moderátorka Lise Rønne, muzikant Nikolaj Koppel a herec Pilou Asbæk.
Soutěže se zúčastnilo 37 zemí, což je o dva státy méně oproti předchozímu roku a nejméně od roku 2006. Do soutěže se po dvou letech vrátilo Polsko a po roční pauze Portugalsko, naopak čtyři země ze soutěže odstoupily – Bulharsko, Chorvatsko, Kypr a Srbsko.
Vítězem se stal rakouský zpěvák Thomas Neuwirth vystupující jako zpěvačka Conchita Wurst s písní „Rise Like a Phoenix“. Skladba vyhrála u diváků i u porot a získala 290 bodů z 432 možných, dvanáctibododové ohodnocení získala od 13 zemí. Jednalo se o druhé vítězství země, která předchozí titul získala před 48 lety v roce 1966. Interpreti z Černé Hory a San Marina poprvé v historii postoupili do finále.
Ročník sledovalo na celém světě více než 195 milionů diváků. Za uspořádání soutěže zaplatila stanice DR 112 milionů kr., což bylo třikrát více oproti odhadované částce.
Finále soutěže se coby zástupce dánské královské rodiny zúčastnil korunní princ Frederik s manželkou.

## Místo konání

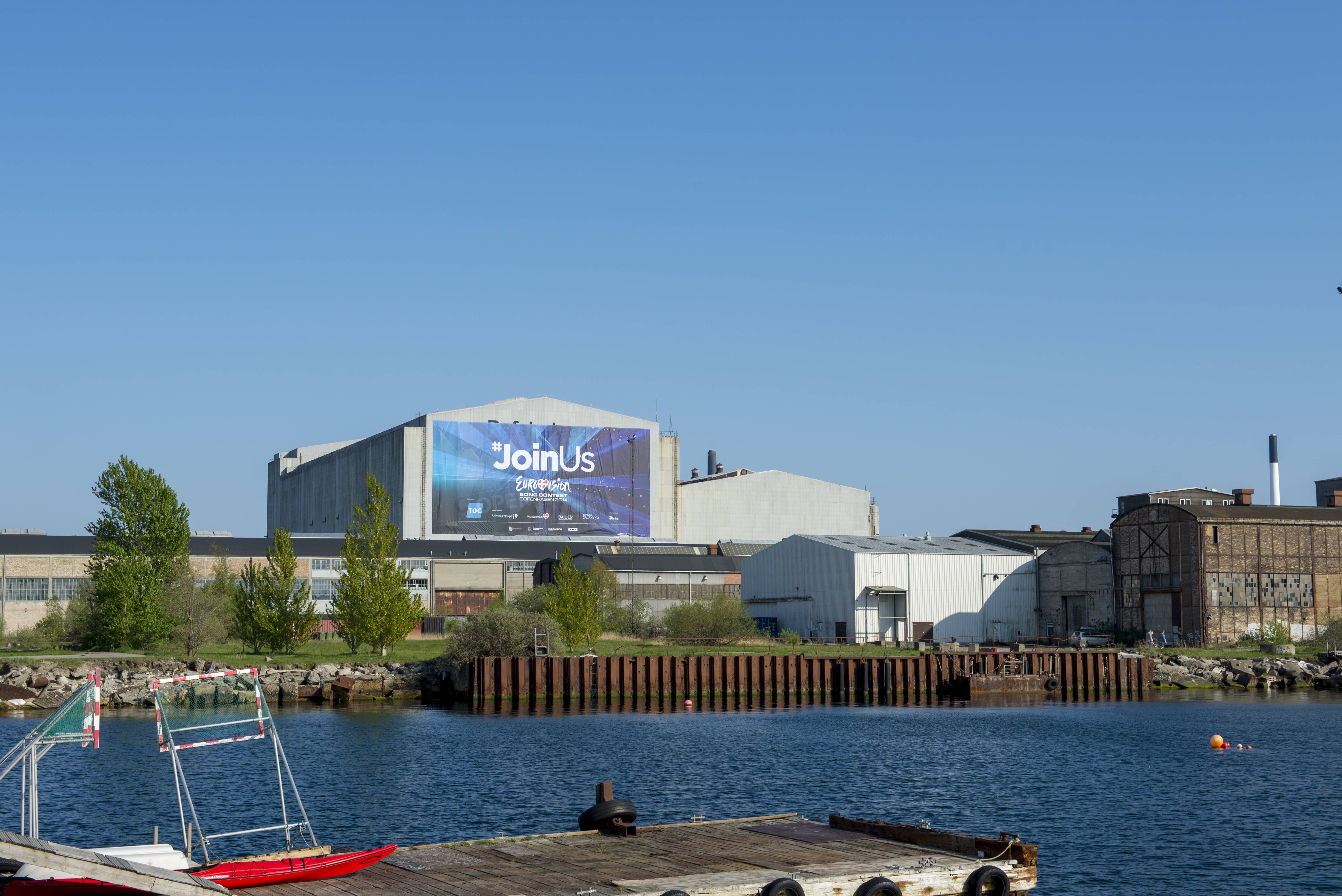
B&W Hallerne, místo konání soutěže

Počátkem září 2013 byla Kodaň oznámena coby hostitelsko město. Dalšími obcemi, která projevila zájem o pořádání, byla města Aalborg, Fredericia, Herning a Horsens. Bývalý průmyslový komplex B&W Hallerne i okolí bývalé loděnice Refshaleøen byly přestavěny na "Eurovision Island" s potřebnou kapacitou pro zahraniční delegace, novináře a fanoušky. Samotná hala pojme až 10 000 diváků.

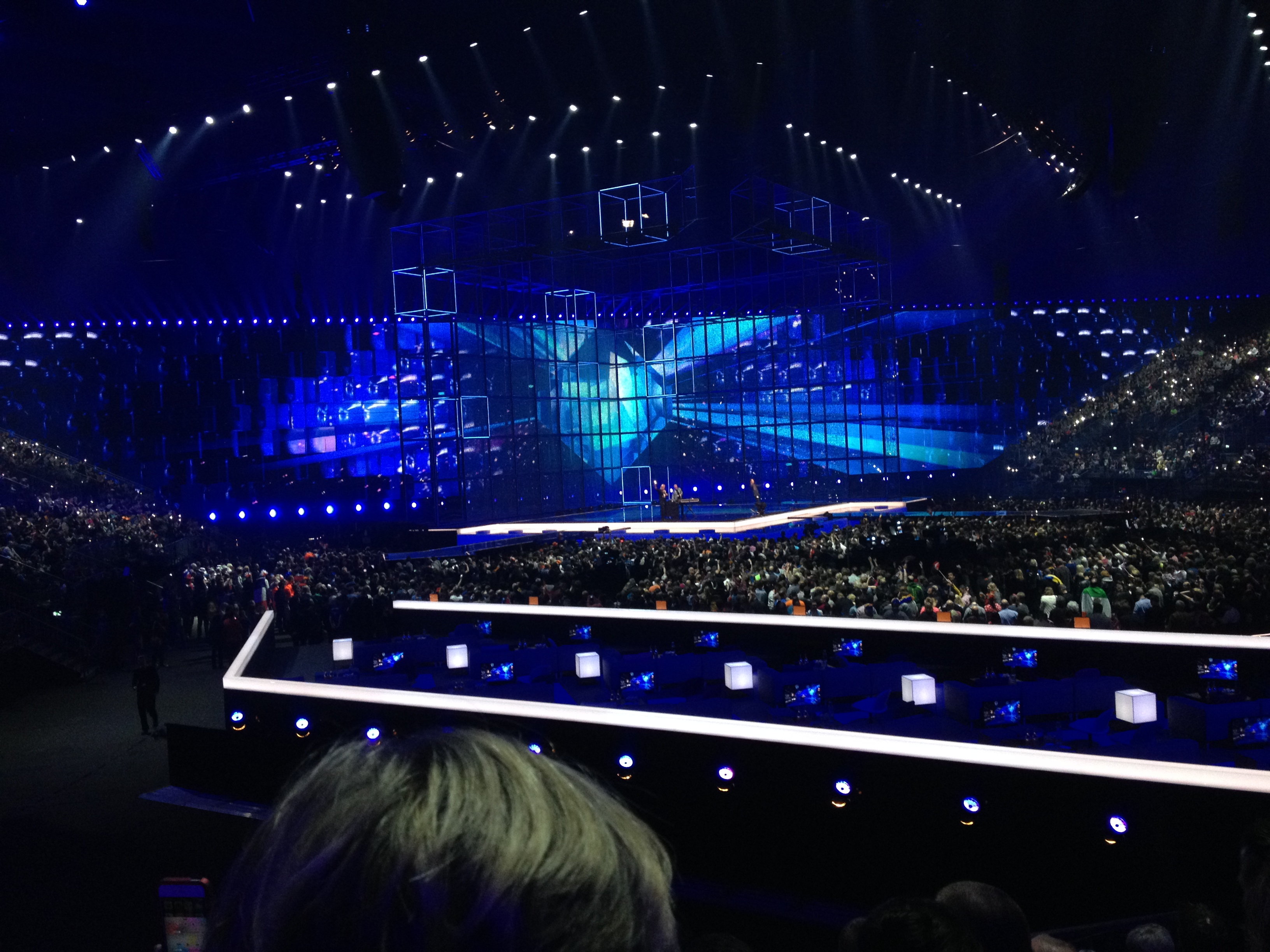
Pódium Eurovize 2014

## Formát

### Systém hlasování
Hlasovací systém prošel ve srovnání s předchozím ročníkem soutěže pouze drobnými úpravami - výslednou nejlepší desítku přepočtenou na body (12, 10, 8 až 1 bod) vytvořilo v každé zemi hlasování diváků a odborné poroty v poměru 50:50. Aby mohlo dojít k řádné kontrole hlasů poroty, 1. května EVU uvolnila oficiální seznam porotců všech zemí. Každý porotce byl vybrán na základě hudební profese, platného občanství dané země a faktu, že se soutěže coby porotce nezúčastnil v předešlých dvou letech. Den po finálovém kole byly na oficiálním webu soutěže uveřejněny kompletní výsledky hlasování diváků i poroty v každé zemi.

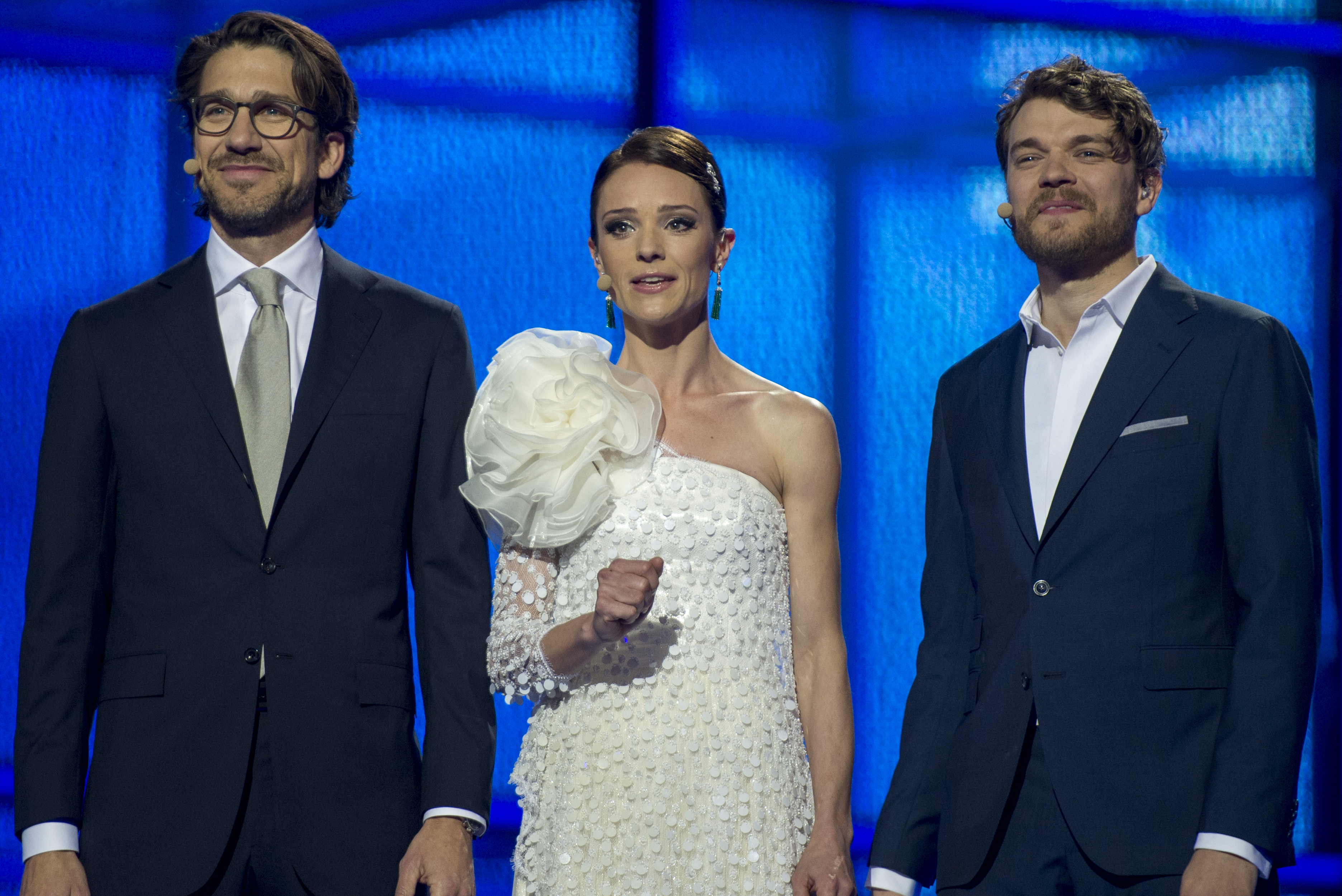
Moderátoři soutěže, zleva Nikolaj Koppel, Lise Rønne a Johan Philip Asbæk

### Rozlosování a pořadí
Rozlosování účastníků semifinálových a hlasovacího práva automatických finalistů proběhlo 20. ledna 2014 v Kodani. Vzhledem k očekávané návštěvě nadměrného množství fanoušků z blízkého Norska a Švédska byly tyto dvě země záměrně rozřazeny do jiných kol, aby byl co nejvíce vyrovnán počet prodaných vstupenek na oba večery.
Kromě pořádajícího Dánska, kterému byla losem vybrána 23. pozice ve finálovém kole, bylo pořadí výstupů určeno producenty. Zástupci delegace každé země účastnící se daného kole si pouze vylosovali, ve které polovině večera budou vystupovat. Pořadí finále bylo zveřejněno krátce po půlnoci 9. května, několik hodin po skončení druhého semifinálového kola.

### Grafický design
Symbolem ročníku byl krystal v odstínech modré s logem soutěže a mottem "#Join Us". Medailonek před každým vystoupením zobrazoval soutěžícího umělce vytvářejícího vlajku dané země neobvyklým způsobem. Finské zástupce jejich klip vyobrazoval na ledoborci, kde vlajku skládali z modrých a bílých kusů ledu. Konečný snímek všech klipů přešel ve snímek krystalu s danou vlajkou.
Drobných úprav se dočkala také digitální tabulka při vyhlašování výsledků.

## Kontroverze

### Aram Mp3 a Conchita Wurst
Dva měsíce před započetím soutěže vyvolal rozporuplné reakce výrok arménského umělce Arama Mp3, který měl v televizním pořadu prohlásit, že "životní styl" Conchity Wurst, reprezentanta Rakouska, vnímá jako "nepřirozený" a "měl by se rozhodnout, zda chce být mužem, či ženou". Na ostrou kritiku posléze reagoval tvrzením, že vše bylo míněno jako vtip a média jeho výroky uvedla špatně přeložené a bez kontextu. Po vystoupení v Amsterdamu, které se setkalo se spornou reakcí publika, prohlásil: "Mnozí lidé mimo Arménii o mě nevědí, že jsem bavič. Co jsem řekl byl pouze vtip, který špatně přeložili. Dnes jsem hovořil s Conchitou a myslím, že je vše v pořádku. Nejsem homofob." Conchita Wurst následně uvedla, že omluvu přijala, přestože inkriminovanou poznámku za vtipnou nepovažovala."

### Rusko a Ukrajina
Vzhledem k politickému napětí mezi Ruskem a západní civilizací média soutěž několikrát zmínila v této souvislosti - reprezentantky Ruska i Ukrajiny vystoupili krátce po sobě v prvním semifinále, a postoupily do finále. Přes anexi Krymu, která se udála krátce před zahájením soutěže, byly hlasy z této oblasti započítány jako ukrajinské, neboť tamější mobilní operátoři stále spadají pod Ukrajinu. V ukrajinském televotingu skončily reprezentantky Ruska v semifinále druhé a ve finále třetí, ve smíšeném bodování diváků a poroty však obdržely šest a čtyři body. Ukrajina od Ruska obdržela sedm bodů v semifinále i ve finále. Vitalij Kličko, vedoucí figura ukrajinského hnutí UDAR před finálovým kolem vyzval hlasující, aby podpořili Ukrajinu coby projev solidarity.
Po postupu ruského dua Tolmačevy Sisters do finále a následně během jejich hodnocení v závěrečném vyhlašování výsledků diváci v aréně reagovali hlasitým nesouhlasem. Vyjma politických tlakům Ruska vůči Ukrajině média coby důvod uváděla nedemokratické postoje ruské legislativy vůči homosexuálům.

### Rusko a Conchita Wurst
Vítězství Conchity Wurst mnozí označili za nesouhlas s politikou potírání "netradičních sexuálních vztahů" Vladimira Putina a chladným vztahem k právům LGBT menšiny ve východoevropských zemích obecně. Ruští konzervativci, z nichž mnozí již před uspořádáním soutěže podpořili petici za bojkot vystoupení Conchity Wurst, označili její vítězství za "úpadek hodnot v Evropě". Komunistický politik Valerij Raškin sdělil médiím záměr zamezit Rusku v další účasti na soutěži. Navrhl, aby Rusko, které "pořádá Olympijské hry, založilo vlastní soutěž. Myslím, že země euroasijského prostoru by nás podpořily." Navzdory negativním reakcím ruské politické sféry i na sociálních sítích vyšlo najevo, že Conchita Wurst v hlasování ruských diváků obsadila třetí místo a její skladba se krátce po vítězství stala nejstahovanějším singlem v zemi. Ruský rapper Timati vítězství Rakouska ostře zkritizoval na Twitteru. ""Nechtěl bych jednou muset vysvětlovat svému dítěti, proč se dva muži líbají či proč se nějaká žena prochází s barvenými vousy," napsal. Moskevské úřady krátce po soutěži zakázaly průvod fanoušků Conchity.

### Hlasování gruzínské poroty
EVU označila hlasování gruzínské poroty za neplatné vzhledem k tomu, že všichni její členové přiřadili prvních osm míst stejným interpretům. Na místo kombinovaného hlasování diváků a poroty byly použity pouze divácké hlasy.

### Potíže při vyhlašování výsledků
Vyjma drobných technických potíží během vyhlašování výsledků Běloruska a Izraele nedošlo během závěrečného hodnocení k výraznějším incidentům. Kontroverzi vzbudil pouze litevský zástupce Ignas Krupavičius, který krátce před odevzdáním deseti bodů Rakousku prohlásil: "Nyní je čas se oholit.", načež vytáhl žiletku a naznačil holení.

### Potíže při zkoušce Švédska
Během prvního semifinálového přenosu pro porotu (den před živým přenosem) poznamenaly švédské vystoupení technické potíže; jeden ze světelných paprsků okolo zpěvačky Sanny Nielsen se neplánovaně vychýlil a dle švédské delegace nedošlo k požadovanému osvětlení její tváře. Delegace následně zažádala o ohodnocení švédského vystoupení během odpolední zkoušky následujícího dne.

## Seznam účastníků

### První semifinále
Prvního semifinále se zúčastnilo celkem 16 zemí. Odehrálo se 6. května ve 21 hodin místního času. Hlasovat mohli diváci z těchto zemí, Dánska a dvou zemí tzv. Velké pětky, konkrétně z Francie a Španělska. Kvůli nedostupným výsledkům hlasů od diváků byly v Albánii, Černé Hoře, Moldavsku a San Marinu použity pouze body od porot.
| Semifinále 1 Výsledky diváků a poroty | Semifinále 1 Výsledky diváků a poroty | Semifinále 1 Výsledky diváků a poroty | Semifinále 1 Výsledky diváků a poroty | Semifinále 1 Výsledky diváků a poroty |
| #                                     | Diváci                                | Body                                  | Porota                                | Body                                  |
| ------------------------------------- | ------------------------------------- | ------------------------------------- | ------------------------------------- | ------------------------------------- |
| 1                                     | Nizozemsko                            | 147                                   | Nizozemsko                            | 130                                   |
| 2                                     | Maďarsko                              | 125                                   | Švédsko                               | 125                                   |
| 3                                     | Švédsko                               | 122                                   | Maďarsko                              | 122                                   |
| 4                                     | Arménie                               | 121                                   | Arménie                               | 102                                   |
| 5                                     | Ukrajina                              | 119                                   | Ázerbájdžán                           | 94                                    |
| 6                                     | Rusko                                 | 73                                    | Ukrajina                              | 88                                    |
| 7                                     | Portugalsko                           | 72                                    | Černá Hora                            | 74                                    |
| 8                                     | San Marino                            | 58                                    | Island                                | 68                                    |
| 9                                     | Island                                | 50                                    | Albánie                               | 64                                    |
| 10                                    | Černá Hora                            | 43                                    | Estonsko                              | 61                                    |
| 11                                    | Ázerbájdžán                           | 41                                    | Rusko                                 | 57                                    |
| 12                                    | Belgie                                | 41                                    | Lotyšsko                              | 27                                    |
| 13                                    | Lotyšsko                              | 40                                    | San Marino                            | 25                                    |
| 14                                    | Albánie                               | 23                                    | Belgie                                | 24                                    |
| 15                                    | Moldavsko                             | 14                                    | Moldavsko                             | 24                                    |
| 16                                    | Estonsko                              | 13                                    | Portugalsko                           | 17                                    |

| Pořadí | Země        | Interpret              | Skladba                   | Jazyk         | Umístění | Body |
| ------ | ----------- | ---------------------- | ------------------------- | ------------- | -------- | ---- |
| 1.     | Arménie     | Aram MP3               | „Not Alone“               | angličtina    | 4.       | 121  |
| 2.     | Lotyšsko    | Aarzemnieki            | „Cake to Bake“            | angličtina    | 13.      | 33   |
| 3.     | Estonsko    | Tanja                  | „Amazing“                 | angličtina    | 12.      | 36   |
| 4.     | Švédsko     | Sanna Nielsen          | „Undo“                    | angličtina    | 2.       | 131  |
| 5.     | Island      | Pollapönk              | „No Prejudice“            | angličtina    | 8.       | 61   |
| 6.     | Albánie     | Hersi                  | „One Night's Anger“       | angličtina    | 15.      | 22   |
| 7.     | Rusko       | Tolmačevy Sisters      | „Shine“                   | angličtina    | 6.       | 63   |
| 8.     | Ázerbájdžán | Dilarə Kazımova        | „Start a Fire“            | angličtina    | 9.       | 57   |
| 9.     | Ukrajina    | Marija Jaremčuk        | „Tick-Tock“               | angličtina    | 5.       | 118  |
| 10.    | Belgie      | Axel Hirsoux           | „Mother“                  | angličtina    | 14.      | 28   |
| 11.    | Moldavsko   | Cristina Scarlat       | „Wild Soul“               | angličtina    | 16.      | 13   |
| 12.    | San Marino  | Valentina Monetta      | „Maybe“                   | angličtina    | 10.      | 40   |
| 13.    | Portugalsko | Suzy                   | „Quero ser tua“           | portugalština | 11.      | 39   |
| 14.    | Nizozemsko  | The Common Linnets     | „Calm After the Storm“    | angličtina    | 1.       | 150  |
| 15.    | Černá Hora  | Sergej Ćetković        | „Moj svijet“ (Мој свијет) | černohorština | 7.       | 63   |
| 16.    | Maďarsko    | András Kállay-Saunders | „Running“                 | angličtina    | 3.       | 127  |

### Druhé semifinále

Bodová ocenění pro vítězné Rakousko

Druhého semifinále se zúčastnilo celkem 15 zemí. Odehrálo se 8. května ve 21 hodin místního času. Hlasovat mohli diváci z těchto zemí a tří zemí tzv. Velké pětky, konkrétně z Itálie, Německa a Spojeného království. Kvůli technickým problémům nebo nedostatku hlasů od diváků byly v Gruzii a Makedonii použity pouze body od porot.
| Semifinále 2 Výsledky diváků a poroty | Semifinále 2 Výsledky diváků a poroty | Semifinále 2 Výsledky diváků a poroty | Semifinále 2 Výsledky diváků a poroty | Semifinále 2 Výsledky diváků a poroty |
| #                                     | Diváci                                | Body                                  | Porota                                | Body                                  |
| ------------------------------------- | ------------------------------------- | ------------------------------------- | ------------------------------------- | ------------------------------------- |
| 1                                     | Rakousko                              | 165                                   | Rakousko                              | 138                                   |
| 2                                     | Rumunsko                              | 126                                   | Finsko                                | 117                                   |
| 3                                     | Polsko                                | 116                                   | Malta                                 | 113                                   |
| 4                                     | Švýcarsko                             | 98                                    | Norsko                                | 100                                   |
| 5                                     | Řecko                                 | 91                                    | Rumunsko                              | 99                                    |
| 6                                     | Bělorusko                             | 86                                    | Bělorusko                             | 71                                    |
| 7                                     | Finsko                                | 63                                    | Makedonie                             | 70                                    |
| 8                                     | Norsko                                | 55                                    | Slovinsko                             | 60                                    |
| 9                                     | Slovinsko                             | 48                                    | Řecko                                 | 52                                    |
| 10                                    | Irsko                                 | 47                                    | Švýcarsko                             | 51                                    |
| 11                                    | Litva                                 | 44                                    | Litva                                 | 41                                    |
| 12                                    | Malta                                 | 36                                    | Polsko                                | 34                                    |
| 13                                    | Makedonie                             | 28                                    | Gruzie                                | 33                                    |
| 14                                    | Izrael                                | 26                                    | Irsko                                 | 33                                    |
| 15                                    | Gruzie                                | 15                                    | Izrael                                | 32                                    |

| Pořadí | Země      | Interpret                      | Skladba                        | Jazyk                   | Umístění | Body |
| ------ | --------- | ------------------------------ | ------------------------------ | ----------------------- | -------- | ---- |
| 1.     | Malta     | Fireligh                       | „Coming Home“                  | angličtina              | 9.       | 63   |
| 2.     | Izrael    | Mei Finegold                   | „Same Heart“                   | angličtina, hebrejština | 14.      | 19   |
| 3.     | Norsko    | Carl Espen                     | „Silent Storm“                 | angličtina              | 6.       | 77   |
| 4.     | Gruzie    | The Shin a Mariko              | „Three Minutes to Earth“       | angličtina              | 15.      | 15   |
| 5.     | Polsko    | Donatan a Cleo                 | „My Słowianie – We Are Slavic“ | polština, angličtina    | 8.       | 70   |
| 6.     | Rakousko  | Conchita Wurst                 | „Rise Like a Phoenix“          | angličtina              | 1.       | 169  |
| 7.     | Litva     | Vilija                         | „Attention“                    | angličtina              | 11.      | 36   |
| 8.     | Finsko    | Softengine                     | „Something Better“             | angličtina              | 3.       | 97   |
| 9.     | Irsko     | Can-Linn feat. Kasey Smith     | „Heartbeat“                    | angličtina              | 12.      | 35   |
| 10.    | Bělorusko | Teo                            | „Cheesecake“                   | angličtina              | 5.       | 87   |
| 11.    | Makedonie | Tijana                         | „To the Sky“                   | angličtina              | 13.      | 33   |
| 12     | Švýcarsko | Sebalter                       | „Hunter of Stars“              | angličtina              | 4.       | 92   |
| 13.    | Řecko     | Freaky Fortune feat. RiskyKidd | „Rise Up“                      | angličtina              | 7.       | 74   |
| 14.    | Slovinsko | Tinkara Kovač                  | „Round and Round“              | slovinština, angličtina | 10.      | 52   |
| 15.    | Rumunsko  | Paula Seling a Ovi             | „Miracle“                      | angličtina              | 2.       | 125  |

### Finále
Finále se uskutečnilo 10. května ve 21 hodin místního času. Zúčastnilo se ho 26 zemí – 10 nejlepších z každého semifinále, státy z tzv. Velké pětky, které do finále postupují automaticky, a Dánsko jakožto vítěz předchozího ročníku. Albánie a San Marino použily pouze body od porot, Gruzie naopak pouze body od diváků.
| Finále Výsledky diváků a poroty | Finále Výsledky diváků a poroty | Finále Výsledky diváků a poroty | Finále Výsledky diváků a poroty | Finále Výsledky diváků a poroty |
| #                               | Diváci                          | Body                            | Porota                          | Body                            |
| ------------------------------- | ------------------------------- | ------------------------------- | ------------------------------- | ------------------------------- |
| 1                               | Rakousko                        | 311                             | Rakousko                        | 224                             |
| 2                               | Nizozemsko                      | 222                             | Švédsko                         | 201                             |
| 3                               | Arménie                         | 193                             | Nizozemsko                      | 200                             |
| 4                               | Švédsko                         | 190                             | Maďarsko                        | 138                             |
| 5                               | Polsko                          | 162                             | Arménie                         | 125                             |
| 6                               | Rusko                           | 132                             | Malta                           | 119                             |
| 7                               | Švýcarsko                       | 114                             | Finsko                          | 114                             |
| 8                               | Ukrajina                        | 112                             | Ázerbájdžán                     | 108                             |
| 9                               | Rumunsko                        | 103                             | Norsko                          | 102                             |
| 10                              | Maďarsko                        | 98                              | Dánsko                          | 85                              |
| 11                              | Bělorusko                       | 56                              | Španělsko                       | 83                              |
| 12                              | Island                          | 46                              | Ukrajina                        | 78                              |
| 13                              | Dánsko                          | 43                              | Rusko                           | 70                              |
| 14                              | Řecko                           | 43                              | Německo                         | 61                              |
| 15                              | Španělsko                       | 41                              | Island                          | 59                              |
| 16                              | Norsko                          | 39                              | Spojené království              | 52                              |
| 17                              | Finsko                          | 39                              | Rumunsko                        | 51                              |
| 18                              | Černá Hora                      | 33                              | Bělorusko                       | 50                              |
| 19                              | Itálie                          | 32                              | Řecko                           | 49                              |
| 20                              | Německo                         | 31                              | Černá Hora                      | 48                              |
| 21                              | Spojené království              | 29                              | Itálie                          | 37                              |
| 22                              | Ázerbájdžán                     | 26                              | Švýcarsko                       | 27                              |
| 23                              | San Marino                      | 18                              | Polsko                          | 23                              |
| 24                              | Malta                           | 17                              | Slovinsko                       | 21                              |
| 25                              | Slovinsko                       | 15                              | San Marino                      | 16                              |
| 26                              | Francie                         | 1                               | Francie                         | 5                               |

| Pořadí | Země               | Interpret                      | Skladba                        | Jazyk                   | Umístění | Body |
| ------ | ------------------ | ------------------------------ | ------------------------------ | ----------------------- | -------- | ---- |
| 1.     | Ukrajina           | Marija Jaremčuk                | „Tick-Tock“                    | angličtina              | 6.       | 113  |
| 2.     | Bělorusko          | Teo                            | „Cheesecake“                   | angličtina              | 16.      | 43   |
| 3.     | Ázerbájdžán        | Dilara Kazimova                | „Start a Fire“                 | angličtina              | 22.      | 33   |
| 4.     | Island             | Pollapönk                      | „No Prejudice“                 | angličtina              | 15.      | 58   |
| 5.     | Norsko             | Carl Espen                     | „Silent Storm“                 | angličtina              | 8.       | 88   |
| 6.     | Rumunsko           | Paula Seling a Ovi             | „Miracle“                      | angličtina              | 12.      | 72   |
| 7.     | Arménie            | Aram Mp3                       | „Not Alone“                    | angličtina              | 4.       | 174  |
| 8.     | Černá Hora         | Sergej Ćetković                | „Moj svijet“ (Мој свијет)      | černohorština           | 19.      | 37   |
| 9.     | Polsko             | Donatan a Cleo                 | „My Słowianie – We Are Slavic“ | polština, angličtina    | 14.      | 62   |
| 10.    | Řecko              | Freaky Fortune feat. RiskyKidd | „Rise Up“                      | angličtina              | 20.      | 35   |
| 11.    | Rakousko           | Conchita Wurst                 | „Rise Like a Phoenix“          | angličtina              | 1.       | 290  |
| 12.    | Německo            | Elaiza                         | „Is It Right“                  | angličtina              | 18.      | 39   |
| 13.    | Švédsko            | Sanna Nielsen                  | „Undo“                         | angličtina              | 3.       | 218  |
| 14.    | Francie            | Twin Twin                      | „Moustache“                    | francouzština           | 26.      | 2    |
| 15.    | Rusko              | Tolmačevy Sisters              | „Shine“                        | angličtina              | 7.       | 89   |
| 16.    | Itálie             | Emma                           | „La mia città“                 | italština               | 21.      | 33   |
| 17.    | Slovinsko          | Tinkara Kovač                  | „Round and Round“              | angličtina, slovinština | 25.      | 9    |
| 18.    | Finsko             | Softengine                     | „Something Better“             | angličtina              | 11.      | 72   |
| 19.    | Španělsko          | Ruth Lorenzo                   | „Dancing in the Rain“          | angličtina, španělština | 10.      | 74   |
| 20.    | Švýcarsko          | Sebalter                       | „Hunter of Stars“              | angličtina              | 13.      | 64   |
| 21.    | Maďarsko           | András Kállay-Saunders         | „Running“                      | angličtina              | 5.       | 143  |
| 22.    | Malta              | Firelight                      | „Coming Home“                  | angličtina              | 23.      | 32   |
| 23.    | Dánsko             | Basim                          | „Cliché Love Song“             | angličtina              | 9.       | 74   |
| 24.    | Nizozemsko         | The Common Linnets             | „Calm After the Storm“         | angličtina              | 2.       | 238  |
| 25.    | San Marino         | Valentina Monetta              | „Maybe“                        | angličtina              | 24.      | 14   |
| 26.    | Spojené království | Molly                          | „Children of the Universe“     | angličtina              | 17.      | 40   |

## Tabulky

### První semifinále
| Porota a diváci 100% Porota 100% Diváci | Porota a diváci 100% Porota 100% Diváci | Výsledky | Výsledky | Výsledky | Výsledky | Výsledky | Výsledky | Výsledky | Výsledky | Výsledky    | Výsledky | Výsledky | Výsledky  | Výsledky   | Výsledky    | Výsledky   | Výsledky   | Výsledky | Výsledky | Výsledky | Výsledky  |
| Porota a diváci 100% Porota 100% Diváci | Porota a diváci 100% Porota 100% Diváci |          | Arménie  | Lotyšsko | Estonsko | Švédsko  | Island   | Albánie  | Rusko    | Ázerbájdžán | Ukrajina | Belgie   | Moldavsko | San Marino | Portugalsko | Nizozemsko | Černá Hora | Maďarsko | Dánsko   | Francie  | Španělsko |
|                                         | Arménie                                 | 121      |          | 6        | 5        | 8        | 3        | 5        | 12       |             | 12       | 3        |           | 10         | 4           | 12         | 10         | 8        | 5        | 12       | 6         |
| Lotyšsko                                | 33                                      |          |          | 6        | 1        | 6        |          |          | 7        |             | 5        |          | 2         | 3          |             |            | 2          | 1        |          |          |           |
| Estonsko                                | 36                                      | 5        | 10       |          | 5        | 5        |          |          | 5        |             |          |          |           |            |             |            |            |          | 4        | 2        |           |
| Švédsko                                 | 131                                     | 4        | 8        | 7        |          | 10       | 6        | 6        |          | 10          | 8        | 10       | 3         | 8          | 8           | 5          | 10         | 10       | 6        | 12       |           |
| Island                                  | 61                                      |          | 5        | 2        | 7        |          |          |          |          | 3           | 4        |          | 7         | 1          | 7           |            | 6          | 8        | 8        | 3        |           |
| Albánie                                 | 22                                      |          |          |          |          |          |          |          |          |             | 2        |          | 5         |            | 1           | 12         |            | 2        |          |          |           |
| Rusko                                   | 63                                      | 7        | 4        | 1        | 2        | 2        |          |          | 10       | 6           | 1        | 12       |           | 5          |             | 4          | 5          | 4        |          |          |           |
| Ázerbájdžán                             | 57                                      |          | 2        | 4        |          | 1        | 7        | 10       |          | 5           |          | 6        | 6         | 2          | 4           | 7          | 1          |          | 2        |          |           |
| Ukrajina                                | 118                                     | 12       | 7        | 10       | 6        | 7        | 3        | 7        | 12       |             | 7        | 8        | 4         | 7          | 5           | 8          | 3          | 7        |          | 5        |           |
| Belgie                                  | 28                                      | 6        |          |          |          |          |          | 4        | 4        |             |          | 7        | 1         |            | 3           | 2          |            |          | 1        |          |           |
| Moldavsko                               | 13                                      |          |          |          |          |          | 4        | 1        |          | 2           |          |          |           |            |             | 6          |            |          |          |          |           |
| San Marino                              | 40                                      | 2        | 1        | 3        |          | 4        | 8        | 3        | 6        | 4           |          | 1        |           |            |             |            | 7          |          |          | 1        |           |
| Portugalsko                             | 39                                      | 3        |          |          | 4        |          | 1        |          | 1        |             | 6        | 3        |           |            | 2           | 3          |            | 3        | 5        | 8        |           |
| Nizozemsko                              | 150                                     | 10       | 12       | 12       | 12       | 12       | 2        | 2        | 3        | 7           | 10       | 2        | 12        | 12         |             | 1          | 12         | 12       | 10       | 7        |           |
| Černá Hora                              | 63                                      | 8        |          |          | 3        |          | 12       | 5        | 2        | 1           |          | 5        |           | 6          | 6           |            | 4          |          | 7        | 4        |           |
| Maďarsko                                | 127                                     | 1        | 3        | 8        | 10       | 8        | 10       | 8        | 8        | 8           | 12       | 4        | 8         | 10         | 10          |            |            | 6        | 3        | 10       |           |

### Druhé semifinále
| Porota/diváci Porota 100% Diváci | Porota/diváci Porota 100% Diváci | Výsledky | Výsledky | Výsledky | Výsledky | Výsledky | Výsledky | Výsledky | Výsledky | Výsledky | Výsledky | Výsledky  | Výsledky  | Výsledky  | Výsledky | Výsledky  | Výsledky | Výsledky | Výsledky | Výsledky           |
| Porota/diváci Porota 100% Diváci | Porota/diváci Porota 100% Diváci | Body     | Malta    | Izrael   | Norsko   | Gruzie   | Polsko   | Rakousko | Litva    | Finsko   | Irsko    | Bělorusko | Makedonie | Švýcarsko | Řecko    | Slovinsko | Rumunsko | Německo  | Itálie   | Spojené království |
|                                  | Malta                            | 63       |          |          | 2        | 8        | 4        | 1        | 1        | 5        | 3        | 4         | 12        | 5         |          |           | 3        | 3        | 5        | 7                  |
| Izrael                           | 19                               |          |          |          |          |          |          |          | 3        |          | 2        | 5         |           | 6         |          | 1         | 2        |          |          |                    |
| Norsko                           | 77                               | 7        |          |          | 5        | 6        | 5        | 8        | 10       | 8        |          | 4         | 2         | 7         | 4        | 4         | 7        |          |          |                    |
| Gruzie                           | 15                               | 2        |          |          |          |          |          | 6        |          |          | 5        |           |           | 1         |          |           | 1        |          |          |                    |
| Polsko                           | 70                               | 1        | 4        | 7        |          |          | 2        | 4        |          | 2        | 10       | 3         | 3         | 3         | 5        |           | 12       | 10       | 4        |                    |
| Rakousko                         | 169                              | 10       | 10       | 8        | 10       | 10       |          | 10       | 12       | 12       | 7        | 6         | 12        | 12        | 10       | 12        | 4        | 12       | 12       |                    |
| Litva                            | 36                               |          |          | 5        | 7        | 2        |          |          |          | 5        | 6        |           |           |           |          |           |          | 1        | 10       |                    |
| Finsko                           | 97                               |          | 3        | 12       | 1        | 8        | 8        | 5        |          | 10       |          | 10        | 8         | 4         | 2        | 5         | 5        | 8        | 8        |                    |
| Irsko                            | 35                               | 4        | 1        | 3        |          | 5        | 4        |          |          |          |          | 7         | 1         | 2         | 1        | 2         |          |          | 5        |                    |
| Bělorusko                        | 87                               | 6        | 7        | 1        | 12       | 7        | 10       | 12       | 7        | 1        |          | 2         |           | 8         | 6        | 8         |          |          |          |                    |
| Makedonie                        | 33                               | 3        | 2        |          | 2        |          |          |          | 1        |          | 1        |           | 10        |           | 12       |           |          | 2        |          |                    |
| Švýcarsko                        | 92                               | 5        | 5        |          |          | 12       | 6        | 7        | 8        | 6        | 3        | 1         |           | 5         | 8        | 10        | 10       | 3        | 3        |                    |
| Řecko                            | 74                               | 8        | 6        | 6        | 3        | 1        | 3        |          | 4        | 4        | 12       |           | 4         |           | 3        | 7         | 6        | 6        | 1        |                    |
| Slovinsko                        | 52                               |          | 8        | 4        | 4        | 3        | 7        | 3        | 2        |          |          |           | 6         |           |          | 6         |          | 7        | 2        |                    |
| Rumunsko                         | 125                              | 12       | 12       | 10       | 6        |          | 12       | 2        | 6        | 7        | 8        | 8         | 7         | 10        | 7        |           | 8        | 4        | 6        |                    |

### Finále
| Diváci a porota Porota Diváci | Diváci a porota Porota Diváci | Výsledky | Výsledky | Výsledky  | Výsledky    | Výsledky | Výsledky | Výsledky | Výsledky | Výsledky   | Výsledky | Výsledky | Výsledky | Výsledky | Výsledky | Výsledky | Výsledky | Výsledky | Výsledky  | Výsledky | Výsledky  | Výsledky  | Výsledky | Výsledky | Výsledky | Výsledky   | Výsledky   | Výsledky           | Výsledky | Výsledky | Výsledky | Výsledky | Výsledky  | Výsledky    | Výsledky | Výsledky | Výsledky | Výsledky | Výsledky  |
| Diváci a porota Porota Diváci | Diváci a porota Porota Diváci | Body     | Ukrajina | Bělorusko | Ázerbájdžán | Island   | Norsko   | Rumunsko | Arménie  | Černá Hora | Polsko   | Řecko    | Rakousko | Německo  | Švédsko  | Francie  | Rusko    | Itálie   | Slovinsko | Finsko   | Španělsko | Švýcarsko | Maďarsko | Malta    | Dánsko   | Nizozemsko | San Marino | Spojené království | Lotyšsko | Estonsko | Albánie  | Belgie   | Moldavsko | Portugalsko | Izrael   | Gruzie   | Litva    | Irsko    | Makedonie |
|                               | Ukrajina                      | 113      |          | 8         | 10          |          |          |          |          | 7          | 5        | 5        | 5        |          |          |          | 7        | 10       |           | 2        | 6         |           | 2        |          | 1        |            |            |                    | 7        | 8        |          | 4        | 10        |             | 5        | 6        | 5        |          |           |
| Bělorusko                     | 43                            | 6        |          | 7         |             |          |          | 8        | 1        |            |          |          |          |          |          | 12       |          |          |           |          |           |           |          |          |          |            |            |                    |          |          |          | 5        |           | 1           |          | 3        |          |          |           |
| Ázerbájdžán                   | 33                            | 1        | 3        |           |             |          |          |          |          |            |          |          |          |          |          | 10       |          |          |           |          |           |           |          |          |          | 12         |            |                    |          |          |          |          |           |             | 7        |          |          |          |           |
| Island                        | 58                            |          |          |           |             | 6        |          |          |          |            |          | 2        | 2        | 4        | 7        | 1        | 7        |          |           | 1        |           | 5         |          | 5        | 6        | 8          | 4          |                    |          |          |          |          |           |             |          |          |          |          |           |
| Norsko                        | 88                            |          | 4        |           | 1           |          | 1        |          |          | 7          | 3        | 1        | 5        | 3        | 2        |          |          | 5        | 7         |          | 5         |           | 2        | 6        | 10       |            |            | 5                  | 3        |          |          |          | 3         |             |          | 8        | 7        |          |           |
| Rumunsko                      | 72                            |          | 1        | 6         |             | 4        |          |          |          |            |          | 8        |          |          |          |          | 5        |          |           | 8        |           |           | 8        |          |          |            |            |                    |          |          | 5        | 12       | 1         | 8           |          |          | 2        | 4        |           |
|                               |                               |          |          |           |             |          |          |          |          |            |          |          |          |          |          |          |          |          |           |          |           |           |          |          |          |            |            |                    |          |          |          |          |           |             |          |          |          |          |           |
| Arménie                       | 174                           | 10       | 10       |           | 2           |          | 7        |          | 10       | 1          | 7        | 12       | 6        | 5        | 12       | 8        |          |          | 4         | 4        |           | 7         | 6        | 2        | 7        | 6          |            | 10                 | 5        |          |          | 3        | 4         | 6           | 12       |          |          | 8        |           |
| Černá Hora                    | 37                            |          |          |           |             |          |          | 12       |          |            |          |          |          |          |          |          |          | 7        |           |          |           |           |          |          |          |            |            |                    |          | 6        |          |          |           |             |          |          |          | 12       |           |
| Polsko                        | 62                            | 7        | 7        | 2         | 3           | 2        |          |          | 4        |            | 1        |          | 10       | 2        | 5        |          | 8        | 1        |           |          |           | 3         |          |          |          |            |            |                    |          |          |          | 2        |           |             |          |          |          | 5        |           |
| Řecko                         | 35                            |          | 6        | 4         |             |          |          | 7        |          |            |          |          |          |          |          | 4        | 3        |          |           |          |           |           | 1        |          |          |            | 2          |                    |          | 2        |          |          |           | 2           | 4        |          |          |          |           |
| Rakousko                      | 290                           | 8        |          | 1         | 10          | 10       | 8        |          | 2        |            | 12       |          | 7        | 12       | 10       | 5        | 12       | 12       | 12        | 12       | 12        | 10        | 10       | 8        | 12       |            | 12         | 6                  | 4        | 5        | 12       | 7        | 12        | 12          | 10       | 10       | 12       | 3        |           |
| Německo                       | 39                            | 5        |          |           |             |          | 2        | 6        |          | 8          |          |          |          |          |          |          |          | 2        |           |          | 7         |           |          |          |          |            |            |                    |          | 4        |          |          |           |             | 5        |          |          |          |           |
| Švédsko                       | 218                           | 12       |          |           | 7           | 8        | 12       |          | 3        | 4          | 2        | 6        |          |          | 4        | 2        |          | 8        | 10        | 10       | 6         | 8         | 7        | 12       | 8        | 10         | 7          | 8                  | 10       | 7        | 10       | 6        | 8         | 10          | 2        | 7        | 4        |          |           |
|                               |                               |          |          |           |             |          |          |          |          |            |          |          |          |          |          |          |          |          |           |          |           |           |          |          |          |            |            |                    |          |          |          |          |           |             |          |          |          |          |           |
| Francie                       | 2                             |          |          |           |             |          |          |          |          |            |          |          |          | 1        |          |          |          |          | 1         |          |           |           |          |          |          |            |            |                    |          |          |          |          |           |             |          |          |          |          |           |
| Rusko                         | 89                            | 4        | 12       | 12        |             |          |          | 10       |          |            | 10       |          |          |          |          |          |          |          |           |          |           |           | 5        |          |          |            |            | 2                  | 1        |          |          | 8        | 2         | 3           | 8        | 6        |          | 6        |           |
| Itálie                        | 33                            |          |          |           |             |          |          |          | 6        |            |          |          |          |          | 1        |          |          |          |           |          | 2         |           | 12       |          |          |            |            |                    |          | 10       |          |          |           |             |          |          |          | 2        |           |
| Slovinsko                     | 9                             |          |          |           |             |          |          |          | 8        |            |          |          |          |          |          |          |          |          |           |          |           |           |          |          |          |            |            |                    |          |          |          |          |           |             |          |          |          | 1        |           |
| Finsko                        | 72                            |          |          |           | 5           | 7        |          |          |          | 3          |          | 4        | 4        | 6        |          |          | 6        |          |           |          | 4         | 6         |          | 4        | 2        | 3          | 6          | 3                  | 6        |          | 3        |          |           |             |          |          |          |          |           |
| Španělsko                     | 74                            | 2        |          |           |             | 5        | 5        | 2        |          | 2          |          |          | 1        |          | 6        |          |          | 4        |           |          | 8         |           |          |          |          |            | 5          | 4                  | 2        | 12       | 2        |          |           | 4           |          | 4        | 6        |          |           |
|                               |                               |          |          |           |             |          |          |          |          |            |          |          |          |          |          |          |          |          |           |          |           |           |          |          |          |            |            |                    |          |          |          |          |           |             |          |          |          |          |           |
| Švýcarsko                     | 64                            |          |          |           |             |          | 6        | 5        | 5        | 10         | 4        | 3        | 3        |          |          |          | 2        | 3        |           |          |           | 1         | 3        |          | 3        |            | 1          |                    |          |          |          |          | 7         |             | 1        | 2        | 5        |          |           |
| Maďarsko                      | 143                           | 3        | 5        | 8         | 6           |          | 10       |          | 12       |            | 6        | 7        |          | 7        |          | 6        |          |          | 5         | 2        | 1         |           |          | 3        | 4        | 7          |            | 1                  | 7        | 8        | 7        | 4        | 6         | 7           |          |          | 1        | 10       |           |
| Malta                         | 32                            |          |          | 5         |             |          |          |          |          |            |          |          |          |          |          |          | 1        |          | 3         |          |           |           |          |          | 5        | 4          | 10         |                    |          | 1        |          |          |           |             |          |          | 3        |          |           |
| Dánsko                        | 74                            |          |          |           | 8           | 1        | 4        | 1        |          | 6          |          |          | 8        | 8        | 3        |          |          | 6        | 6         | 3        | 3         |           |          |          | 1        | 1          | 3          |                    |          |          | 6        |          | 5         |             |          | 1        |          |          |           |
| Nizozemsko                    | 238                           |          | 2        |           | 12          | 12       | 3        | 4        |          | 12         | 8        | 10       | 12       | 10       | 8        | 3        | 4        | 10       | 8         | 7        | 10        | 12        |          | 10       |          | 2          | 8          | 12                 | 12       |          | 8        |          | 10        |             |          | 12       | 10       | 7        |           |
| San Marino                    | 14                            |          |          | 3         |             |          |          | 3        |          |            |          |          |          |          |          |          |          |          |           |          |           | 4         |          |          |          |            |            |                    |          | 3        |          | 1        |           |             |          |          |          |          |           |
| Spojené království            | 40                            |          |          |           | 4           | 3        |          |          |          |            |          |          |          |          |          |          |          |          |           | 5        |           |           | 4        | 7        |          | 5          |            |                    |          |          | 1        |          |           |             | 3        |          | 8        |          |           |
|                               |                               |          |          |           |             |          |          |          |          |            |          |          |          |          |          |          |          |          |           |          |           |           |          |          |          |            |            |                    |          |          |          |          |           |             |          |          |          |          |           |

#### 12 bodů
Následující tabulka obsahuje přehled všech dvanáctibodových ocenění ve finále.
|    | Pro         | Od |
| -- | ----------- | --- |
| 13 | Rakousko    | Belgie, Finsko, Irsko, Izrael, Itálie, Nizozemsko, Portugalsko, Řecko, Slovinsko, Spojené království, Španělsko, Švédsko, Švýcarsko |
| 8  | Nizozemsko  | Estonsko, Island, Lotyšsko, Litva, Maďarsko, Německo, Norko, Polsko                                                                 |
| 3  | Švédsko     | Dánsko, Rumunsko, Ukrajina |
| 3  | Arménie     | Francie, Gruzie, Rakousko |
| 2  | Černá Hora  | Arménie, Makedonie |
| 2  | Rusko       | Ázerbájdžán, Bělorusko |
| 1  | Itálie      | Malta |
| 1  | Ázerbájdžán | San Marino |
| 1  | Bělorusko   | Rusko |
| 1  | Rumunsko    | Moldavsko |
| 1  | Španělsko   | Albánie |
| 1  | Maďarsko    | Černá Hora |